# Kevin Masters Show starring Tom Rhodes
Kevin Masters Show starring Tom Rhodes was een latenighttalkshow die werd uitgezonden op Yorin van 2002 tot 2004. Het amusementsprogramma werd gepresenteerd door de Amerikaanse komiek Tom Rhodes en bijgestaan door muzikant E-Life.

## Ontstaan
Rhodes startte vanaf 1998 met stand-upcomedy in Nederland. RTL Nederland maakte in 2002 contact met hem na het zien van zijn optredens. Het bedrijf zocht voor een nieuw programma een Amerikaanse presentator, die op komische wijze Nederlandse gasten moest gaan interviewen en de Nederlandse cultuur onder de loep leggen.
De naam Kevin Masters werd voor het televisieprogramma bedacht als een soort generieke Amerikaanse naam. Deze naam bleef uiteindelijk behouden voor de talkshow. Het programma werd wekelijks opgenomen in het Amsterdamse Rozentheater.
Rhodes woonde destijds in Amsterdam en na een auditie voor het programma werd hij gekozen als presentator. De charme van het programma was dat Rhodes Nederlandse gasten interviewde, zonder te weten wie zij waren. Ook ging Rhodes een typisch Nederlandse activiteit uitvoeren in het land, zoals naar de boerderij, de Tweede Kamer, of naar de rosse buurt. Ten slotte moest Rhodes de betekenis van een Nederlands woord raden.

## Bekende gasten
Enkele bekende gasten die in het programma verschenen:
- Bennie Jolink
- Chazia Mourali
- Chris Zegers
- Eddy Zoëy
- Ellen ten Damme
- Frans Bauer
- Gijs Staverman
- Gordon
- Henk Schiffmacher
- Ilonka Elmont
- Jennifer de Jong
- Katja Schuurman
- Lulu Wang
- Maarten van Rossem
- Mental Theo
- Peter Klashorst
- Raymond van Barneveld
- Robert Jensen
- Sylvie van der Vaart
- Tooske Ragas
- Willem Oltmans
- Char
- Steve-O
- Tenacious D